# 지방도 제796호선
지방도 제796호선은 전북특별자치도 고창군 대산면 매산리 교회오거리에서 무장면 무장리를 잇는 전북특별자치도의 지방도이다.

## 주요 경유지
- 고창군
  - 대산면 교회오거리 - 매산리 - 덕천교 - 덕천리 - 광대교 - 광대리
  - 공음면 군유리 - 예전교 - 예전리 - 칠암리 - 공음신사거리 - 용수리 - 신대리
  - 무장면 만화리 - 신촌리 - 백양리 - 영선중학교 - 영선고등학교 - 무장로터리

## 도로명
- 고창군 대산면 교회오거리 ~ 공음면 공음신사거리 : 공음대산로
- 고창군 공음면 공음신사거리 ~ 무장면 무장로터리 : 왕제산로